# Honkai Impact 3rd
Honkai Impact 3rd (кит. 崩坏3, піньїнь: Bēng Huài 3, акад. Бен Хвай 3, буквально «Третій удар Хонкая») — китайська тривимірна рольова відеогра в аніме-стилістиці з використанням технології контурного тонування, розроблена та опублікована компанією miHoYo, розповсюджується за моделлю free-to-play, але містить у собі внутрішньоігровий магазин зі своєю валютою, що купується за реальні гроші, а в основі всієї гри лежить ґача-система. Спочатку була ексклюзивною грою для Android та iOS, але пізніше портована на Microsoft Windows. Вона є духовним спадкоємцем Houkai Gakuen 2, використовуючи багатьох персонажів з попередньої гри в окремій історії. Гра вирізняється поєднанням різноманітних жанрів, від hack and slash та соціального симулятора до елементів shoot 'em up, платформерів і dungeon crawl у кількох однокористувацьких і багатокористувацьких режимах. Honkai Impact 3rd є ґача-грою.
Дії відеогри Honkai Impact 3rd відбуваються в альтернативній версії Землі, що переживає серію світових катастроф, спричинених Хонкаєм (зловісною силою, що вбиває, перетворює людей на живих мерців, породжує жахливих монстрів Чудовиськ Хонкая. Ця сила обирає особливих людей, відомих як Герршери (від нім. Herrscher, «володар»), наділяючи їх богоподібною силою і здатністю викликати кінець світу. Хонкай з'являється у світі та починає апокаліпсис щоразу, коли цивілізація на Землі стає занадто розвиненою. Минула епоха закінчилася за 50 000 років до початку дій поточної гри, після того, як 14-й Герршер знищив людство.
Окрім гри, сюжетна лінія Honkai Impact 3 охоплює численні додаткові медіа, включаючи аніме, численні серії маньхви та рекламні відеоролики.

## Назва
Слово «Honkai» походить від японського 崩壊 (ほうかい, «колапс» або «розпад»), вимовляється як «hōkai», що є прямим перекладом китайського 崩坏 (bēng huài), використаного в оригінальній китайській назві. Частина «Impact» відсутня як в китайській, так і в японській версіях, але може бути відсиланням до катаклізмів, які відбуваються в японському аніме «Євангеліон». Крім того, у відеогрі «Удари» («Impacts») — це масштабні катастрофи у світі Honkai. Дія починається в епоху після третього «удару».

## Ігрові персонажі
| Ім'я                 | Ім'я                    | Зріст, см | Вага, кг           |
| (укр.)               | (англ.)                 | Зріст, см | Вага, кг           |
| -------------------- | ----------------------- | --------- | ------------------ |
| Каллен Каслана       | Kallen Kaslana          | 170       | 54                 |
| Кіана Каслана        | Kiana Kaslana           | 163       | 49                 |
| Райден Мей           | Raiden Mei              | 172       | 50                 |
| Броня Зайчик         | Bronya Zaychik          | 147       | 40                 |
| Мурата Хімеко        | Murata Himeko           | 167       | 55                 |
| Тереза Апокаліпсис   | Theresa Apocalypse      | 145       | 38                 |
| Ріта Россвайссе      | Rita Rossweisse         | 168       | 56                 |
| Дурандаль            | Durandal                | 165       | 54                 |
| Розалія Оленієва     | Rozaliya Olenyeva       | 149       | Невідомо           |
| Лілія Оленієва       | Liliya Olenyeva         | 149       | Невідомо           |
| Сіла Воллерей        | Seele Vollerei          | 149       | 42                 |
| Яе Сакура            | Yae Sakura              | 194       | 56                 |
| Фу Хва               | Fu Hua                  | 165       | 48                 |
| Яе Касумі            | Yae Kasumi              | Невідомо  | Невідомо           |
| Асука Шікінамі Ленлі | Asuka Shikinami Langley | Невідомо  | Невідомо           |
| Головний герой       | Main Character          | Невідомо  | Невідомо           |
| Керол Пеппер         | Carol Pepper            | 163       | 56                 |
| Ай Гіперіон Λ        | Ai Hyperion Λ           | 176       | Залежить від броні |
| Апонія               | Aponia                  | 175       | 60                 |
| Фішль                | Fischl                  | Невідомо  | Невідомо           |
| Ґрісео               | Griseo                  | 145       | 39                 |
| Лі Сушан             | Li Sushang              | 150       | 45                 |
| Мобіус               | Mobius                  | 173       | 54                 |
| Наташа Ціора         | Natasha Cioara          | 167       | 55                 |
| Пардофеліс           | Pardofelis              | 164       | 50                 |
| Еден                 | Eden                    | 174       | 58                 |
| Елізія               | Elysia                  | 163       | 54                 |
| Vill-V               | Vill-V                  | 166       | 56                 |

## Системні вимоги

### Microsoft Windows
Мінімальні:
- ОС: Windows 7 SP1 x64
- Процесор: Intel Core i3-6100 або AMD FX-6300
- Оперативна пам’ять: 8 ГБ ОП
- Відеокарта: NVIDIA GeForce GTX 660 або AMD Radeon HD 7870
- DirectX: версії 11
- Мережа: широкосмугове підключення до Інтернету
- Місце на диску: 15 ГБ доступного місця

Рекомендовані:
- ОС: Windows 10 1903
- Процесор: Intel Core i5-8400 або AMD Ryzen R5-1600
- Оперативна пам’ять: 8 ГБ ОП
- Відеокарта: NVIDIA GeForce GTX 1060 або AMD Radeon RX 480
- DirectX: версії 11
- Мережа: широкосмугове підключення до Інтернету
- Місце на диску: 15 ГБ доступного місця

### Мобільні пристрої
Android:
- ОС: Android 5
- Оперативна пам'ять: 2 ГБ
- Місце на пристрої: 4 ГБ для основної гри та 10 ГБ для повної гри

iOS:
- ОС: iOS 9
- Оперативне місце: 2 ГБ
- Місце на пристрої: 4 ГБ для основної гри та 10 ГБ для повної гри

## Відгуки та огляди
Honkai Impact 3rd на сайті цифрової дистрибуції відеоігор Steam отримала «переважно схвальні» оцінки на основі 7 тисяч відгуків користувачів.
На агрегаторі оцінок Metacritic версію проєкту на Windows оцінили в 6,8 на основі 46 користувацьких рецензій, а на iOS — 7,9 на основі 45 користувацьких рецензій.
Вищезазначену версію для мобільних пристроїв італійськомовне видання Multiplayer оцінили на 85 балів, відзначивши, що гра має чудову графіку та цікаві завдання.
Французькомовні критики з Jeuxvideo похвалили гру: «приємний ігровий процес, чудова атмосфера радує гарним художнім оформленням і великою кількістю відеоігрових режимів», однак зазначили, що гра «страждає від великої кількості ґрінду».
Середня оцінка гри в магазинах Google Play (Android) і App Store (iOS) — 4 бали з 5.
У статті 2017 року Ungeek зазначає, що гра має деякі пізніші ігрові системи, які є неінтуїтивно зрозумілими, і наводить великий розмір завантаження для мобільної гри як негативний фактор. В огляді високо оцінили візуальну якість гри та легкість навчання гри, а також загальну якість гри, і позитивно рекомендували її. У статті згадується, що якість гри можна порівняти з консольними іграми.

## Продажі
Гра спочатку привернула велику фан-базу в Азії, перш ніж поширитися по всьому світу: вперше випущена в Китаї наприкінці 2016 року, вона досягла 1 мільйона завантажень в Японії через 11 днів після релізу, а IGN повідомив, що Honkai Impact 3rd зібрала загалом 35 мільйонів завантажень по всьому світу станом на 28 березня 2018 року. Гра вийшла в Кореї, Тайвані, Південно-Східній Азії, Північній Америці та Європі, і підтримує багато мов, включаючи спрощену китайську, традиційну китайську, англійську, японську, корейську, в'єтнамську, тайську, французьку, німецьку та індонезійську мови.